# Konstantin Michailowitsch Chanin

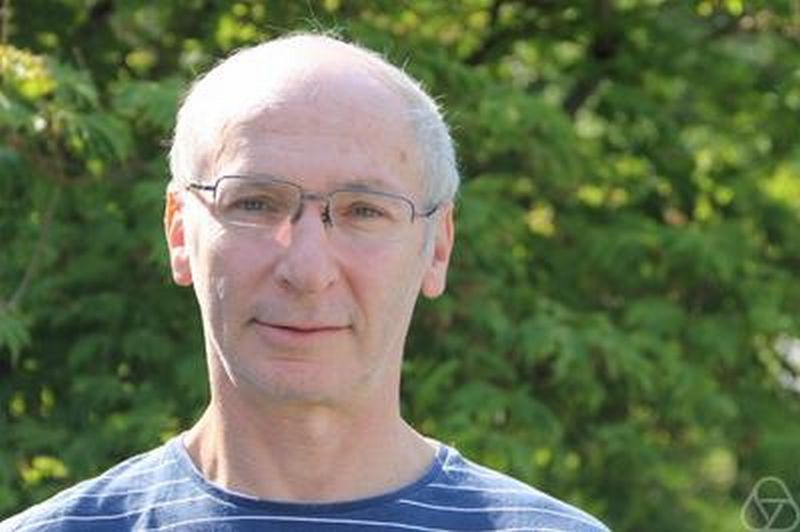
Konstantin Chanin, Oberwolfach 2014

Konstantin Michailowitsch Chanin (russisch Константин Михайлович Ханин, englische Transkription Konstantin Khanin) ist ein russischer Mathematiker und Physiker.
Chanin wurde am Landau-Institut für Theoretische Physik in Moskau promoviert und forschte dort bis 1994. Danach lehrte er an der Princeton University, war am Isaac Newton Institute in Cambridge und an der Heriot-Watt University, bevor er 2005 an die University of Toronto Mississauga ging, wo er Professor wurde und 2008 bis 2013 der Fakultät für Mathematik und Informatik vorstand.
Chanin befasst sich mit Wahrscheinlichkeitstheorie, Dynamischen Systemen und Ergodentheorie, Theorie der Turbulenz (Burgersgleichung) und mathematischer Physik (speziell statistischer Mechanik). 
Chanin war eingeladener Sprecher auf dem Europäischen Mathematikerkongress in Barcelona 2000 (mit R. Itturiaga: Burgers turbulence and dynamical systems).  Für 2018  ist er eingeladener Sprecher auf dem Internationalen Mathematikerkongress in Rio de Janeiro.

## Schriften (Auswahl)
- mit Weinan E, A. Mazel, Ya. Sinai: Invariant measures for Burgers equation with stochastic forcing, Annals of Mathematics, Band 151, 2000, S. 877–960, Arxiv
- mit B. Fayad: Smooth linearization of commuting circle diffeomorphisms, Annals of Mathematics, Band 170, 2009, S. 961–980, Arxiv
- mit A. Teplinsky: Herman's Theory Revisited, Invent. Math., Band 178, 2009, S. 333–344, Arxiv
- mit J. Lopes Dias, Jens Marklof: Multidimensional continued fractions, dynamical renormalization and KAM theory, Commun. Math. Phys., Band 270, 2007, S. 197–231, Arxiv
- mit J. Bec, R. Iturriaga:  Topological shocks in Burgers turbulence, Phys. Rev. Lett., Band 89, 2002, S. 024501, Arxiv
- mit B.R. Hunt,  Y.G. Sinai, J.A. Yorke: Fractal properties of critical invariant curves, J. Stat. Phys., Band 85, 1996, S. 261–276.
- mit Sinai: The renormalization group method and Kolmogorov-Arnolʹd-Moser theory, in: Advanced Series in Nonlinear Dynamics, Band 1, Sinai (Hrsg.), Dynamical Systems, World Scientific, 1991, S. 541–566
- mit Sinai: Renormalization group method in the theory of dynamical systems, Int. J. Mod. Phys. B, Band 2, 1988, S. 147–165
- mit Sinai: A new proof of M. Herman's theorem, Commun. Math. Phys., Band 112, 1987, S. 89–101
- mit I.M. Khalatnikov, E.M. Lifshitz, L.N. Shchur, Ya.G. Sinai: On the stochasticity in relativistic cosmology, J. Stat. Phys., Band 38, 1985, S. 97–114
- mit I.M. Khalatnikov, E.M. Lifshitz, L.N. Shchur, Ya.G. Sinai: On the stochastic properties of relativistic cosmological models near the singularity, In: B. Bertotti, F. de Felice, A. Pascolini, General Relativity and Gravitation, Reidel 1984, S. 343–349
- mit E. B. Vul, Ya.G. Sinai: Feigenbaum universality and the thermodynamic formalism, Russ. Math. Surv., Band 39, 1984, S. 1–40 (auch in Sinai: Dynamical Systems, World Scientific 1991)
- mit E. B. Vul: The unstable separatrix of Feigenbaum's fixed-point, Russ. Math. Surv., Band 37, 1982, S. 200–201
- mit V.V. Anshelevich, Ya.G. Sinai: Symmetric random walks in random environments, Commun. Math. Phys., Band 85, 1982, S. 449–470.
- mit Sinai:  Existence of free energy for models with long-range random Hamiltonians, J. Stat. Phys., Band 20, 1979, S. 573–584